# Wintzenheim
Wintzenheim – miejscowość i gmina we Francji, w regionie Grand Est, w departamencie Górny Ren.
Według danych na rok 1990 gminę zamieszkiwały 6554 osoby, a gęstość zaludnienia wynosiła 345 osób/km² (wśród 903 gmin Alzacji Wintzenheim plasuje się na 30. miejscu pod względem liczby ludności, natomiast pod względem powierzchni na miejscu 80.).